# Actinobolus spiniformis
Actinobolus spiniformis är en skalbaggsart som beskrevs av Dupuis och Roger Paul Dechambre 1998. Actinobolus spiniformis ingår i släktet Actinobolus och familjen Dynastidae. Inga underarter finns listade i Catalogue of Life.